# Meteorologia

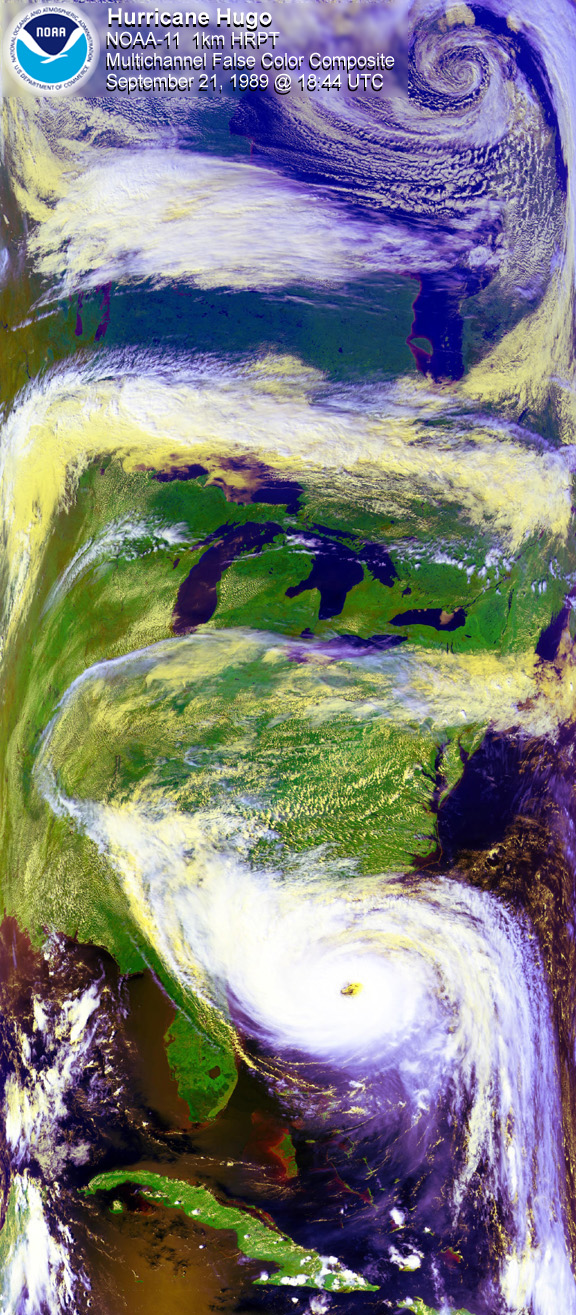
Imagem de satélite exibindo o furacão Hugo ao largo da costa leste dos Estados Unidos e uma baixa polar sobre a baía de Hudson

A meteorologia é uma das ciências que estudam a atmosfera terrestre, que tem como foco o estudo dos processos atmosféricos e a previsão do tempo. Estuda os fenômenos que ocorrem na atmosfera e as interações entre seus estados dinâmicos, físico e químico, com a superfície terrestre subjacente. A palavra "meteorologia" vem do grego μετέωρος metéōros "elevado; alto (no céu)" (de μετα- meta- "acima" e ἀείρω aeiro "eu levanto") e -λογία -logia "estudo, palavra".
Os estudos no campo da meteorologia foram iniciados há mais de dois milênios, mas apenas a partir do século XVII a meteorologia progrediu significativamente. No século seguinte, o desenvolvimento da meteorologia ganhou um ímpeto ainda mais significativo com o desenvolvimento de redes de intercâmbio de dados em vários países. Com a maior eficiência na observação da atmosfera e uma mais rápida troca de dados meteorológicos, as primeiras previsões numéricas do tempo tornaram-se possíveis com o desenvolvimento de modelos meteorológicos, no início do século XX. A invenção do computador e da Internet tornou mais rápido e mais eficaz o processamento e o intercâmbio de dados meteorológicos, proporcionando assim um maior entendimento dos eventos meteorológicos e suas variáveis e, consequentemente, tornou possível uma maior precisão na previsão do tempo.
O foco de estudo da meteorologia é a investigação dos fenômenos observáveis relacionados com a atmosfera. Os eventos atmosféricos que são observáveis somente em um amplo período de tempo, são o foco de estudo da climatologia. Os fenômenos meteorológicos estão relacionados com variáveis que existem na atmosfera, principalmente a temperatura, a pressão atmosférica e a umidade do ar, assim como suas relações e variações com o passar do tempo. A maior parte dos eventos meteorológicos ocorre na troposfera, a camada mais baixa da atmosfera terrestre, e podem afetar o planeta Terra como um todo ou apenas uma pequena região e, para isso, a meteorologia é subdividida, para melhor estudar os eventos meteorológicos à escala global, ou eventos estritamente locais.
A meteorologia faz parte de um conjunto de ciências atmosféricas. Fazem parte deste conjunto a climatologia, a física atmosférica, que visa as aplicações da física na atmosfera, e a química atmosférica, que estuda os efeitos das reações químicas decorrentes na atmosfera. A própria meteorologia pode se tornar uma ciência interdisciplinar quando se funde, por exemplo, com a hidrologia, tornando-se a hidrometeorologia, que estuda o comportamento das chuvas numa determinada região, ou pode se fundir com a oceanografia, tornando-se a meteorologia marítima, que visa o estudo da relação dos oceanos com a atmosfera.
As aplicações da meteorologia são bastante amplas. O planejamento da agricultura é dependente da meteorologia. A política energética de um país dependente de sua bacia hidrográfica, portanto, também pode depender das previsões do tempo. Estratégias militares e a construção civil também dependem da meteorologia. Assim, a previsão do tempo influencia o cotidiano de toda a sociedade.

## História

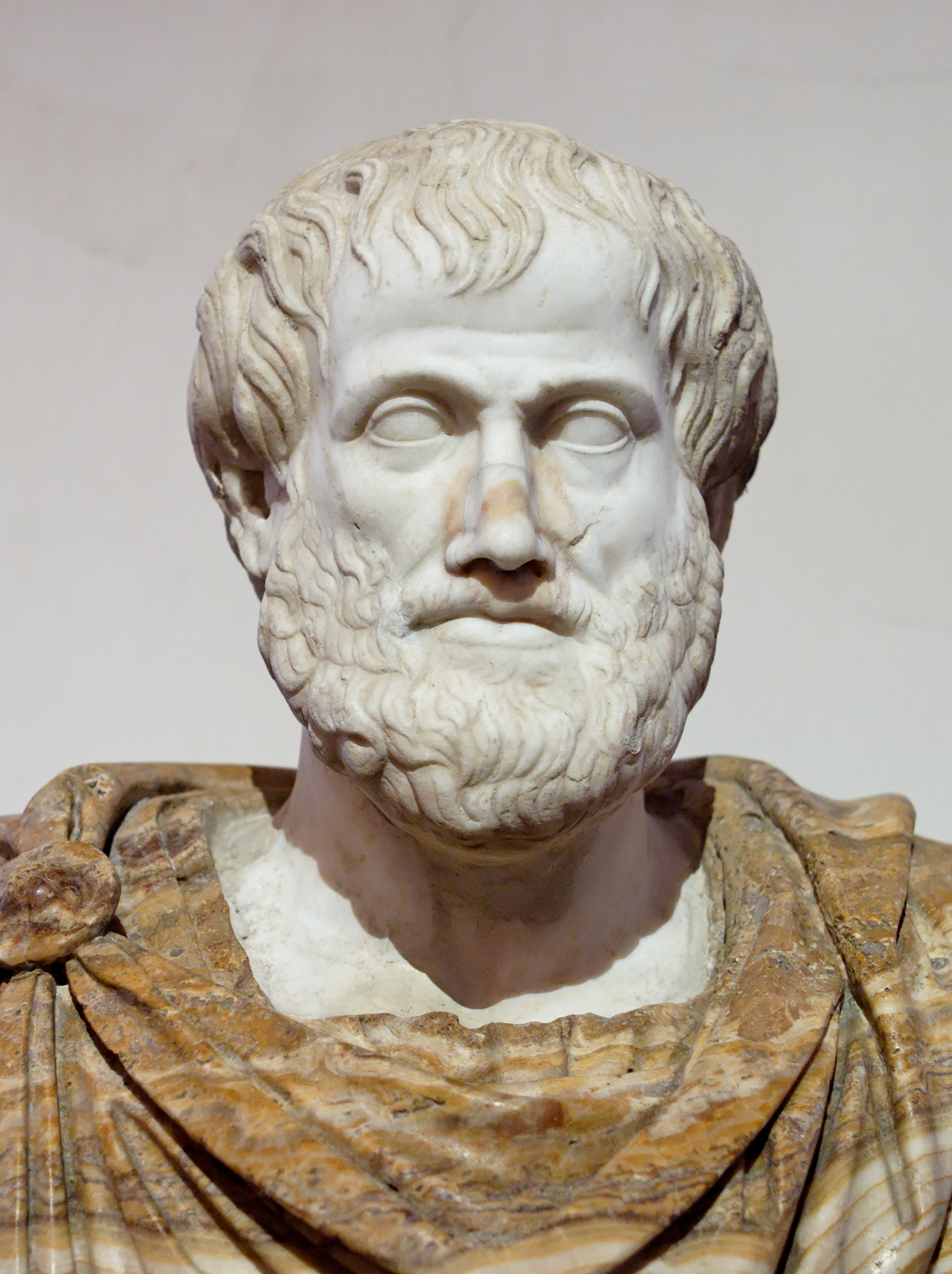
Aristóteles, considerado o pai da meteorologia

Povos antigos prediziam/previam o tempo com base na observação dos astros. Por meio do movimento do Sol, das estrelas e dos planetas, os antigos egípcios podiam prever as estações e as cheias do rio Nilo, tão essenciais para a sobrevivência do povo egípcio. Entretanto, a história da meteorologia pode ser traçada a partir da Grécia Antiga. Aristóteles é considerado o pai da meteorologia, e em 350 a.C., escreveu o livro “meteorológica”, onde descreve com razoável precisão o que nós conhecemos atualmente como o ciclo da água, e esboçou que o planeta é dividido em cinco zonas climáticas: a região tórrida, em torno do equador, duas zonas frígidas, nos pólos, e duas zonas temperadas. No século IX, o naturalista curdo Abu Hanifa de Dinavar escreve o Livro das Plantas, onde detalha as aplicações da meteorologia na agricultura; naquele momento histórico o mundo islâmico vivia uma revolução agrícola significativa. Abu Hanifa, no seu livro, descreve o céu, os planetas, as constelações, o Sol e a Lua, as fases lunares e destacou as estações secas e úmidas. Também detalhou fenômenos meteorológicos, como o vento, tempestades, raios, neves, enchentes, vales, rios, lagos, poços e outras fontes de água.
No ano de 1021, o astrônomo persa Alhazen procurou explicar o fenômeno da refração atmosférica e demonstrou que a refração da luz solar acontece apenas quando o disco solar está abaixo dos 18° em relação à linha do horizonte e, com base nisto, concluiu que a altura da atmosfera terrestre deveria ser de aproximadamente 79 km, o que é bastante compatível com os resultados atuais. Alhazen também concluiu que a atmosfera reflete a luz, pelo fato de que as estrelas menos brilhantes do céu começam a desaparecer quando o sol ainda está 18° abaixo da linha do horizonte, indicando o término do crepúsculo ou o início do amanhecer.
Em 1121, Al-Khazini, cientista muçulmano de origem greco-bizantina, publicou o Livro do Equilíbrio da Sabedoria, o primeiro estudo sobre o equilíbrio hidrostático.  No século XIII, o germânico Alberto Magno foi o primeiro a propor que cada gota de chuva tinha a forma de uma pequena esfera, e que esta forma significa que o arco-íris é produzido pela luz que interage com cada gotícula de chuva. O filósofo inglês Roger Bacon foi o primeiro a calcular o tamanho angular do arco-íris e afirmou que o topo do arco-íris não pode se erigir mais do que 42° acima do horizonte. No final do século XIII e início do século XIV, o alemão Teodorico de Freiberg e o persa Kamal al-Din al-Farisi continuaram o trabalho de Alhazen, e foram os primeiros a dar as explicações coerentes para o fenômeno do arco-íris. Entretanto, Teodorico vai mais longe e explica também o arco-íris secundário.

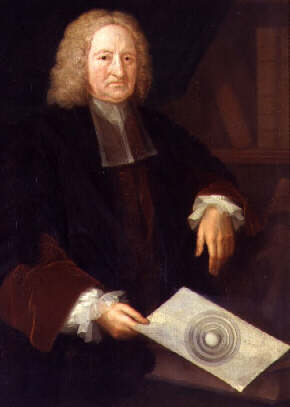
Edmond Halley concluiu que os fenômenos atmosféricos são derivados do aquecimento solar

Em 1441, o filho do rei coreano Sejong, o príncipe Munjong, inventou o primeiro pluviômetro padronizado. Vários pluviômetros foram enviados a todo o território dominado pela dinastia Joseon, como uma ferramenta oficial para o recolhimento de impostos, com base no potencial de colheita que uma área fértil poderia oferecer. Em 1450, o italiano Leone Battista Alberti desenvolveu um anemômetro de placa oscilante, que ficou conhecido como o primeiro registro histórico de um instrumento capaz de medir a velocidade do vento. Em 1494, Cristóvão Colombo experimenta em sua navegação um ciclone tropical, o que leva ao primeiro relato escrito por um europeu de um furacão. Em 1592, Galileu Galilei construiu o primeiro termoscópio, que via a elevação de uma coluna de óleo num tubo capilar com a elevação da temperatura. Em 1611, Johannes Kepler escreve o primeiro tratado científico sobre cristais de neve: Strena Seu de Nive Sexangula ("Neve Hexagonal, uma Dádiva de Ano Novo"). Em 1643, o italiano Evangelista Torricelli inventou o barômetro de mercúrio. Em 1648, o francês Blaise Pascal redescobre que a pressão atmosférica diminui com a altura, e deduz que existe um vácuo acima da atmosfera. Em 1654, Fernando II de Médici estabeleceu a primeira rede de observação do tempo, que consistia de estações meteorológicas em Florença, Cutigliano, Vallombrosa, Bolonha, Parma, Milão, Insbruque, Osnabruque, Paris e Varsóvia. Os dados coletados eram enviados para a central em Florença, em intervalos regulares de tempo. Em 1662, o inglês Christopher Wren inventou o pluviômetro basculante de drenagem automática. Em 1686, o inglês Edmund Halley apresenta um estudo sistemático dos ventos alísios e das monções e identifica o aquecimento solar como a causa dos movimentos atmosféricos. Em 1716, Halley sugere que auroras boreais e austrais são causadas por "eflúvios magnéticos" que se deslocam ao longo das linhas do campo magnético da Terra.
Em 1714, o alemão Gabriel Fahrenheit cria uma escala confiável para medir a temperatura com um termômetro de mercúrio. Em 1735, o inglês George Hadley elabora uma explicação ideal para a circulação atmosférica global por meio do estudo dos ventos alísios. Em 1738, o holandês Daniel Bernoulli publicou o livro Hidrodinâmica, iniciando a teoria cinética dos gases e estabeleceu as leis fundamentais da teoria dos gases. Em 1742, o astrônomo sueco Anders Celsius sugere que a escala centígrada para a medição da temperatura seria mais adequada, o que seria o antecessor da escala Celsius atual. No ano seguinte, quando o americano Benjamin Franklin é impedido de assistir a um eclipse lunar por um furacão, Franklin concluiu que os furacões se locomovem no sentido contrário de seus ventos. Em 1761, o escocês Joseph Black descobriu que o gelo absorve calor sem alterar sua temperatura no momento da fusão. Em 1772, o estudante Daniel Rutherford descobre o nitrogênio, que ele chama de "ar flogistado", que seria o resíduo gasoso de uma combustão, segundo a teoria do flogisto. Em 1777, o francês Antoine Lavoisier descobriu o oxigênio e desenvolve uma explicação para a combustão, e no seu livro de 1783, intitulado Réflexions sur le phlogistique, Lavoisier despreza a teoria do flogisto e propõe uma teoria calórica.

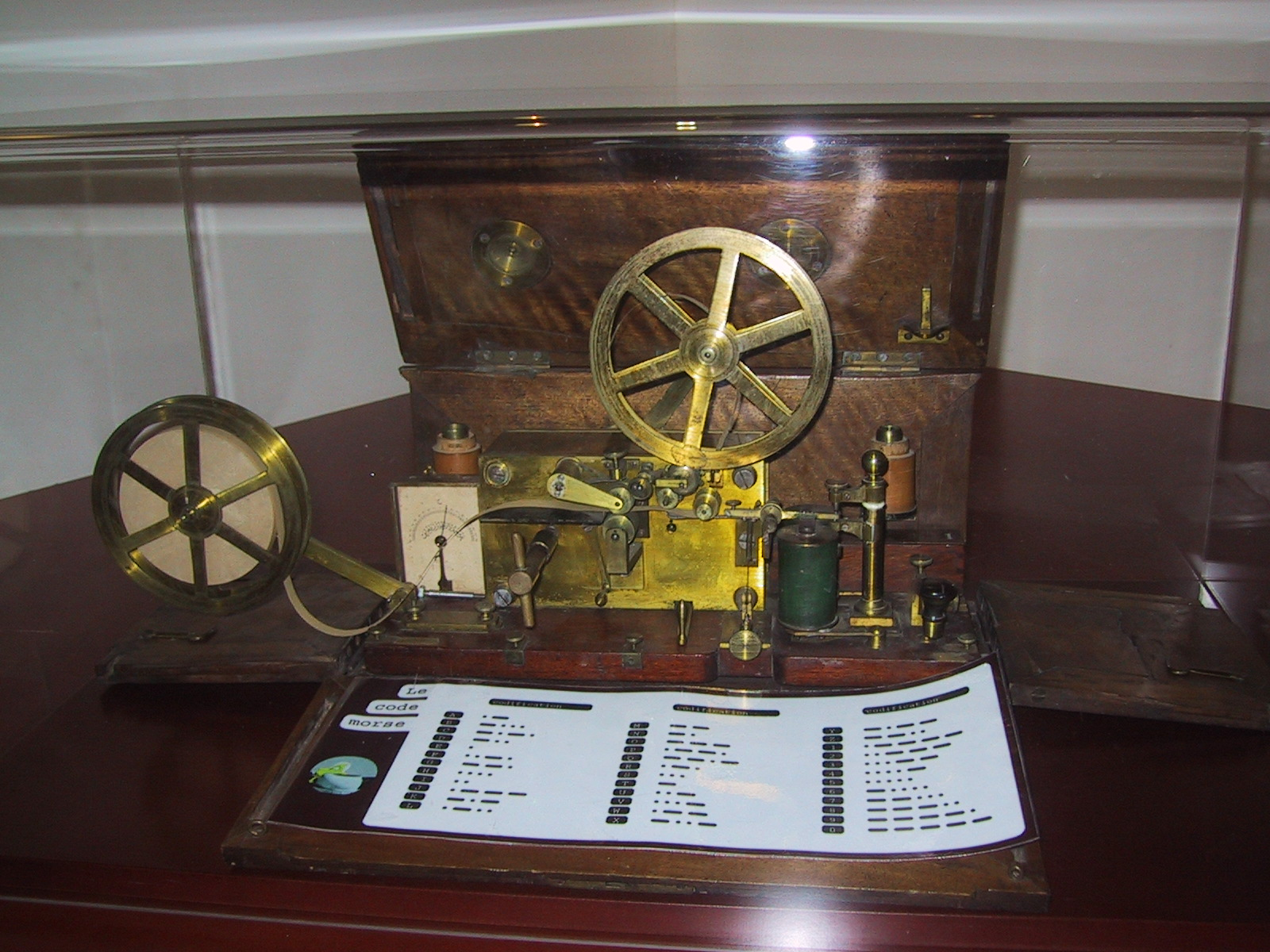
A invenção do telégrafo permitiu uma revolução no intercâmbio de dados meteorológicos, proporcionando o surgimento das primeiras redes de observação meteorológica

Ainda em 1783, o primeiro higrômetro de cabelo é apresentado pelo suíço Horace-Bénédict de Saussure. Em 1802-1803, o inglês Luke Howard escreve o livro Sobre a Modificação das Nuvens em que ele atribui nomes latinos aos vários tipos de nuvem. Em 1804, o escocês John Leslie observa que uma superfície negra e fosca irradia calor com mais eficiência do que uma superfície polida, o que sugere a importância da radiação de corpo negro; o comportamento da atmosfera depende também do calor irradiado pelos continentes e oceanos. Em 1806, o inglês Francis Beaufort introduziu seu sistema de classificação da velocidade do vento, conhecido atualmente como escala Beaufort. Em 1808, o inglês John Dalton defende a teoria calórica em um novo sistema químico, e descreve as combinações da matéria, especialmente gases, e ainda propõe que a capacidade térmica dos gases varia inversamente com o peso atômico. Em 1824, o francês Nicolas Léonard Sadi Carnot analisa a eficiência dos motores a vapor usando a teoria calórica e desenvolve a noção de reversibilidade e, ao postular que tal coisa não existe na natureza, estabelece as bases para a segunda lei da termodinâmica. A chegada do telégrafo elétrico, em 1837, permitiu, pela primeira vez, um método prático para a rápida coleta de dados meteorológicos de superfície de uma grande área. Tais dados poderiam ser usados para produzir mapas atmosféricos de superfície e estudar como a atmosfera evolui ao longo do tempo. Para fazer sucessivas previsões meteorológicas com base nesses dados, seria necessária uma rede confiável de observação atmosférica, mas isso não foi possível até 1849, quando o Smithsonian Institute começou a estabelecer uma rede de observação nos Estados Unidos sob a liderança de Joseph Henry.

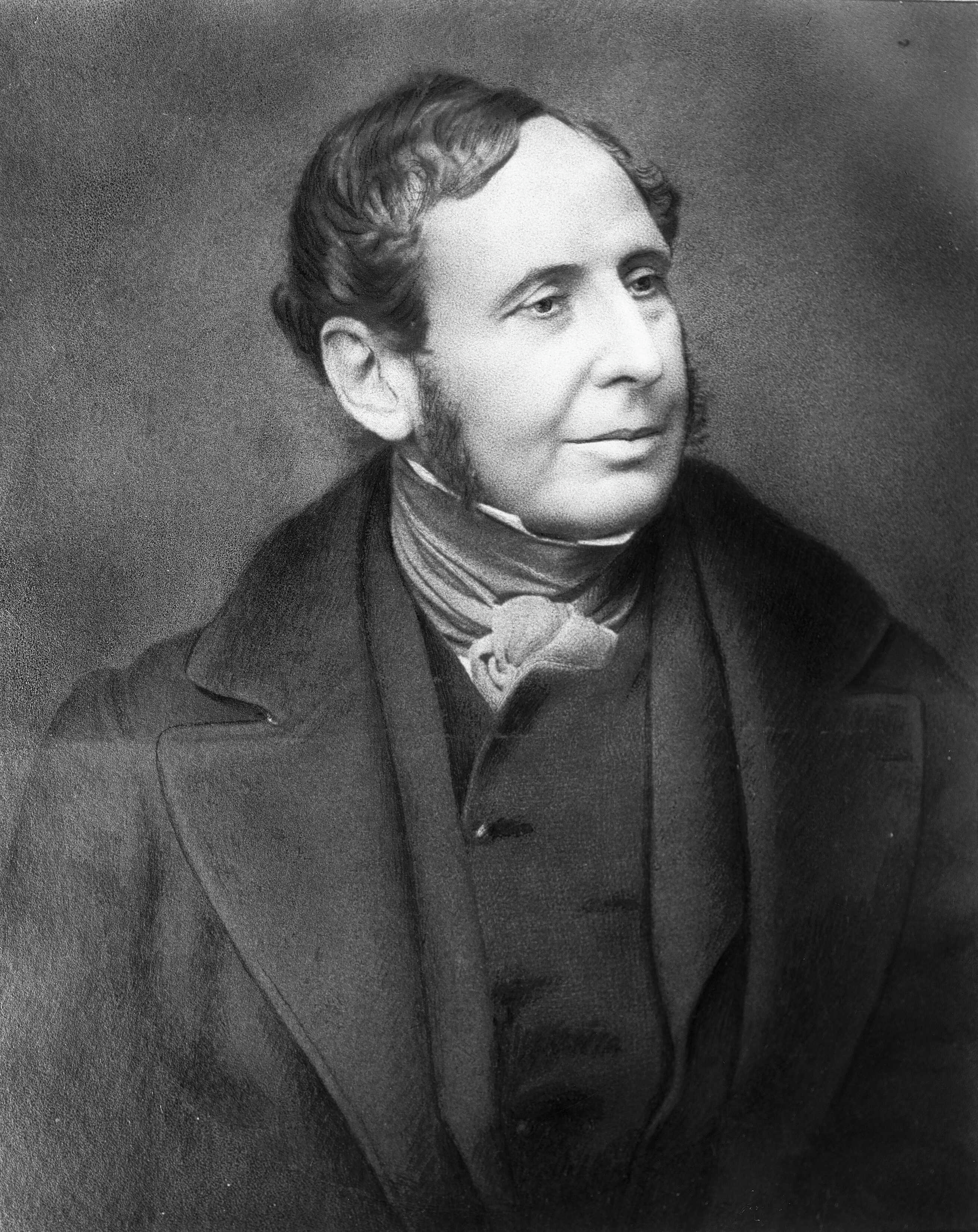
O escritório de meteorologia de Robert FitzRoy tornar-se-ia a primeira agência meteorológica do mundo, a Agência Meteorológica do Reino Unido

Redes semelhantes de observação atmosférica foram estabelecidas na Europa nesta época. Em 1854, o Governo do Reino Unido designou Robert FitzRoy para o novo escritório do Meteorological Statist to the Board of Trade, com o papel de reunir observações meteorológicas no mar. O escritório de FitzRoy tornou-se a Agência Meteorológica do Reino Unido em 1854, o primeiro serviço nacional de meteorologia em todo o mundo. Em 1856, o americano William Ferrel propôs a existência de uma célula de circulação em latitudes médias, e o ar seria então defletido para leste para criar os ventos do oeste. No final do século XIX, toda a extensão da interação em larga escala da força de gradiente de pressão e força de deflexão, que faz com que as massas de ar se movam ao longo de isóbaras, foi entendida. Ainda neste momento, os primeiros atlas de nuvens foram publicados, incluindo o International Cloud Atlas, que se mantém ativo na imprensa desde então. As primeiras previsões diárias do tempo, feitas pelo escritório de FitzRoy, foram publicadas no jornal The Times, em 1860. No ano seguinte, foi introduzido um sistema de aviso de tempestades, baseado em içamento de cones, nos principais portos ingleses. Durante a segunda metade do século XIX, muitos países estabeleceram serviços meteorológicos nacionais. O Departamento Meteorológico da Índia (1875) foi fundado como consequência da passagens de sucessivos ciclones tropicais e severas monções, que estiveram relacionados com a fome nas décadas anteriores. O Escritório Central Finlandês de Meteorologia (1881) foi fundado como parte do Observatório Magnético da Universidade de Helsinque. O Observatório Meteorológico do Japão, em Tóquio, foi o precursor da Agência Meteorológica do Japão e iniciou a elaboração de mapas meteorológicos de superfície, em 1883. A Agência de Meteorologia dos Estados Unidos (1890) foi estabelecida sob a tutela do Departamento de Agricultura dos Estados Unidos. A Agência Australiana dos Estados Unidos (1906) foi estabelecida por lei para unificar os serviços meteorológicos estaduais existentes.
Em 1904, o cientista norueguês Vilhelm Bjerknes foi o primeiro a argumentar, em seu artigo A Previsão do Tempo como um Problema de Mecânica e de Física, que a previsão do tempo deveria ser possível a partir de cálculos baseados em leis naturais. Mas apenas, no final do século XX, os avanços na compreensão da física atmosférica levaram à fundação da previsão numérica do tempo. A compreensão cinemática de como exatamente a rotação da Terra afeta a circulação atmosférica global ainda não era completa no século XIX. O francês Gustave-Gaspard Coriolis publicou um artigo em 1835 sobre a produção de energia das máquinas com peças rotacionais, tais como rodas d'água. Entretanto, somente em 1912, se descobriu a presença desta força na atmosfera. Logo após a Primeira Guerra Mundial, um grupo de meteorologistas, na Noruega, liderados por Vilhelm Bjerknes, desenvolveu o modelo norueguês de ciclones, que explica a geração, intensificação e o final do ciclo de vida de ciclones extratropicais, introduzindo a ideia de frentes, ou seja, as fronteiras bem definidas entre as massas de ar. O grupo norueguês de pesquisas meteorológicas incluía Carl-Gustaf Rossby, que foi o primeiro a explicar o escoamento atmosférico em grande escala, segundo a dinâmica de fluidos, Tor Bergeron, quem determinou pela primeira vez o mecanismo pelo qual se forma a chuva, e Jacob Bjerknes. Em 1922, o inglês Lewis Fry Richardson publicou Previsão do Tempo por Processos Numéricos, após reunir notas e derivações durante o período no qual ele trabalhou como motorista de ambulância na Primeira Guerra Mundial. Richardson observou que pequenos termos nos prognósticos das equações envolvendo a dinâmica de fluidos na atmosfera terrestre poderiam ser desprezados, e de como soluções numéricas do tempo poderiam ser encontrados ao relacionar graficamente as variáveis atmosféricas no tempo e espaço. Entretanto, o número de cálculos necessários era grande demais para ser concluído sem o uso de computadores; e o tamanho da rede meteorológica e a distância entre uma estação meteorológica e outra, além dos grandes intervalos de tempo utilizados nos cálculos, levaram a resultados pouco realísticos nas análises de fenômenos meteorológicos em fortalecimento. Mais tarde, concluiu-se que tais resultados pouco realísticos eram devido às instabilidades numéricas.

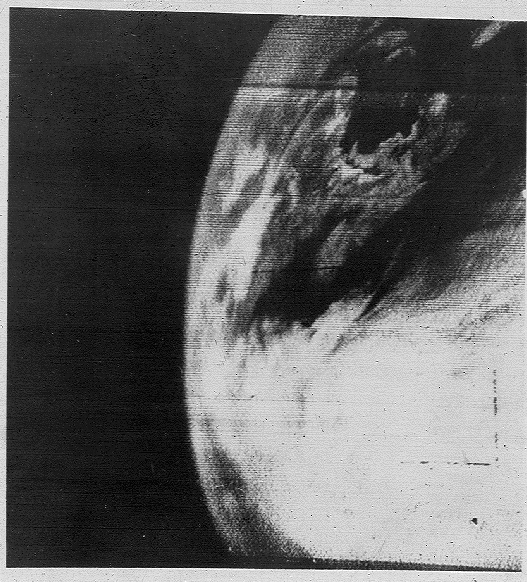
A primeira imagem televisionada da Terra, capturada pelo satélite meteorológico TIROS-1

A partir de 1950, tornaram-se viáveis as previsões numéricas por meio de computadores. As primeiras previsões do tempo derivadas de operações computacionais usaram modelos barotrópicos, ou seja, usavam apenas a variáveis da pressão atmosférica, que prediziam com razoável sucesso a evolução de áreas de alta ou baixa pressão.
Em 1960, a natureza caótica da atmosfera foi observada pela primeira vez e matematicamente descrita por Edward Lorenz, fundador da teoria do caos. Estes avanços levaram ao uso atual da previsão conjunta na maioria dos grandes centros de previsão, e a levar em conta a incerteza decorrente da natureza caótica da atmosfera. Nos últimos anos, modelos climáticos têm sido desenvolvidos, apresentando uma resolução comparável aos antigos modelos de previsão do tempo. Tais modelos climáticos são usados para investigar mudanças climáticas em longo prazo, tais como os efeitos que podem ser causados por emissões humanas de gases do efeito estufa. Em abril daquele ano, foi lançado com sucesso o primeiro satélite meteorológico, o TIROS-1, que marcou o início da era em que as informações meteorológicas se tornaram disponíveis, a nível global.

### História da meteorologia no Brasil
Pode-se traçar o início da meteorologia no Brasil, em 1781, com a campanha de medições meteorológicas no Rio de Janeiro e São Paulo lançadas pelos portugueses Francisco de Oliveira Barbosa e Bento Sanchez d'Orta. No ano da chegada da família real portuguesa ao Rio de Janeiro, 1808, a Marinha do Brasil criou o primeiro observatório meteorológico brasileiro. Em 1845, o observatório astronômico, instituído em 1827 por D. Pedro I, torna-se o Imperial Observatório do Rio de Janeiro, mas é passado às mãos do cientista francês Emanuel Liais em 1871. O belga Luís Cruls, que assumiu a direção do observatório em 1881, publicou o primeiro grande trabalho científico sobre o clima brasileiro, com base em 40 anos de observações meteorológicas no Rio de Janeiro. Em 1849, o cearense Osvaldo Weber iniciou um trabalho de coletas de dados meteorológicos referentes à quantidade de chuvas no Nordeste Brasileiro, a fim de se avaliar as dimensões das secas. Em Curitiba, foi instalado o primeiro observatório meteorológico fora do Rio de Janeiro, em 1884. Em 1892 e 1893, Porto Alegre e Manaus também instalam novos observatórios meteorológicos. Em 1888, a Marinha do Brasil instala a primeira rede meteorológica brasileira, e em 1890, surge o primeiro serviço meteorológico de abrangência nacional.
Em 1909, é criada a Diretoria de Meteorologia e Astronomia, ligada ao Ministério da Agricultura. Em 1917, inicia-se de fato a previsão do tempo no Brasil, com a elaboração dos primeiros mapas meteorológicos sinópticos, abrangendo inicialmente o estado do Rio de Janeiro com enfoque especial no Distrito Federal. A meteorologia do Brasil viu uma grande explosão de desenvolvimento após 1921, quando a Diretoria de Meteorologia se desmembra da Astronomia e ficou sob a administração de Sampaio Ferraz. Novos observatórios foram instalados, com equipamentos mais modernos, incluindo radiossondas e adotando a previsão numérica do tempo. Entretanto, a partir de 1930, o desenvolvimento meteorológico estagnou-se, com o sucateamento dos observatórios e dos equipamentos meteorológicos, e o desinteresse na formação de novos profissionais na área.
Apenas em 1958 surgiu o primeiro curso de meteorologia no Brasil, dois meses antes do surgimento da Sociedade Brasileira de Meteorologia. O primeiro curso de meteorologia de nível superior viria a ocorrer seis anos depois, na Universidade do Brasil, atual Universidade Federal do Rio de Janeiro.

### História da meteorologia em Portugal
As primeiras manifestações da meteorologia como ciência em Portugal foram as observações meteorológicas realizadas pelo médico Tomás Heberden, no Funchal, entre 1747 e 1753. Entretanto, o primeiro observatório meteorológico português foi construído somente um século depois, que viria a ser chamado de Instituto do Infante D. Luís. Em 1865, inicia-se o serviço diário de previsão do tempo, e os boletins eram enviados aos jornais locais. Neste mesmo ano, começaram a ser içados sinais de tempo ruim em várias estações semafóricas.
No primeiro ano do século XX, foi instituído o Serviço Meteorológico dos Açores, extinto em 1946 com a criação do Serviço Meteorológico Nacional de Portugal. Com o advento da previsão numérica do tempo, houve a necessidade da atualização de equipamentos meteorológicos, e o primeiro sistema de radiossondagem veio a funcionar em 1930, mas o primeiro radar meteorológico português foi instalado em Lisboa em 1969.
O Serviço Meteorológico Nacional viria a ser desativado em 1976, e na sua reestruturação veio a ser chamado de Instituto Nacional de Meteorologia e Geofísica, e de Instituto de Meteorologia, I. P. em 1993. A instalação de estações meteorológicas automáticas viria a ocorrer somente em 1991.

## Equipamentos

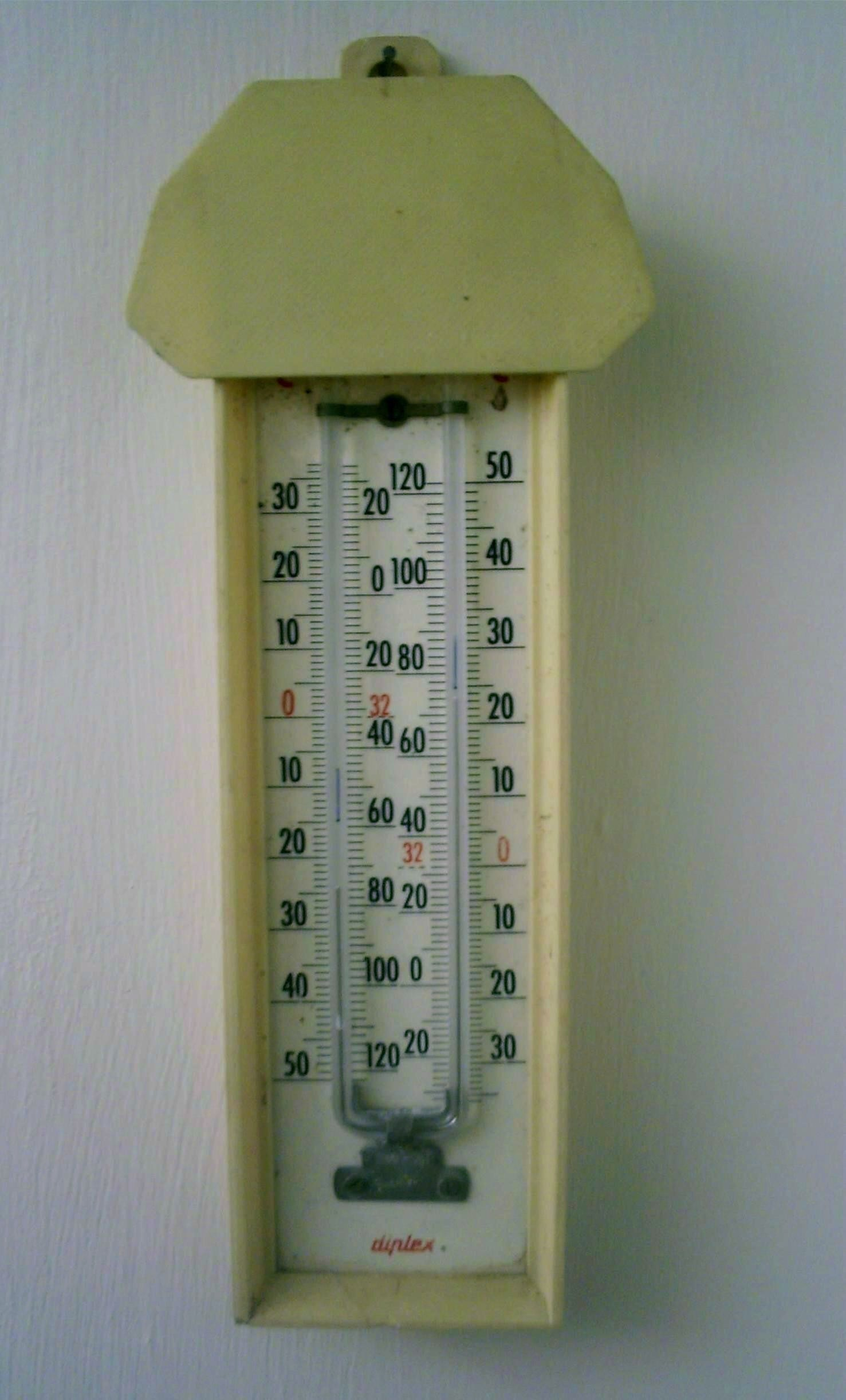
Um termômetro de máxima e de mínima

Cada ciência tem seu próprio conjunto de equipamentos laboratoriais. Na atmosfera terrestre, há uma grande variedade de informações a ser obtidas. A chuva, que pode ser observada ou vista em qualquer lugar e a qualquer hora, foi uma das primeiras variáveis meteorológicas a ser medida historicamente. Mesmos as variáveis atmosféricas que não eram vistas diretamente, mas apenas sentidas, já eram conhecidas até o século XVIII; Ferdinando II de Medici já havia inventado o termômetro, para medir a temperatura, Evangelista Torricelli inventou o barômetro, Leone Battista Alberti havia inventado o primeiro anemômetro mecânico e Horace-Bénédict de Saussure inventou o primeiro higrômetro de cabelo tensionado, para medir a umidade do ar.
A coleta de dados numéricos da atmosférica é imprescindível para os meteorologistas. Podem revelar as condições meteorológicas instantâneas ou mesmo as condições futuras. Para a coleta de dados meteorológicos de uma localidade qualquer, é normalmente utilizado uma estação meteorológica, onde estão reunidos todos os equipamentos meteorológicos necessários. Para a coleta de dados meteorológicos em mares e oceanos, uma estação meteorológica pode estar embarcada num navio ou numa boia meteorológica. Entretanto, as medições meteorológicas de superfície não são suficientes. Para a coleta de dados meteorológicos da alta troposfera, faz-se necessário a utilização de radiossondas (balões meteorológicos), radares meteorológicos e estações meteorológicas embarcadas em aeronaves. Os radares meteorológicos realizam a coleta de dados meteorológicos remotamente, mas o sensoriamento remoto também pode ser feito através de laser (LIDAR) ou por meio da visualização meteorológica feita por satélites meteorológicos.
Os equipamentos meteorológicos mais comuns utilizados em uma estação meteorológica são:
- Anemômetros ou anemógrafos - para medir a velocidade do vento;
- Barômetros ou barógrafos - para medir a pressão atmosférica;
- Evaporímetros (de tanque ou porosos) - para medir o grau de evaporação de água numa superfície;
- Heliógrafos - para medir a duração do brilho solar;
- Higrômetros, higrógrafos, termo-higrógrafos ou psicrômetros - para medir a umidade do ar;
- Pluviômetros ou pluviógrafos - para medir a precipitação pluvial (chuva);
- Piranômetro ou piranógrafos - para medir a intensidade da radiação solar;
- Termômetros, termógrafos, termo-higrômetros, termômetro de máxima e de mínima e termômetros de solo - para medir a temperatura ambiente ou para registrar a sua variação.

## Áreas da meteorologia
No estudo da atmosfera, a meteorologia pode ser dividida em várias áreas de estudo, dependendo da abrangência temporal, ou da abrangência espacial de interesse. A ciência que estuda a atmosfera por um prolongado período de tempo é a climatologia. Por outro lado, considerando a meteorologia a ciência que estuda os fenômenos físicos da atmosfera terrestre em um pequeno período de tempo, desde segundos a dias, a meteorologia separa-se em micrometeorologia, meteorologia de mesoescala e a meteorologia sinóptica. Respectivamente, o tamanho geoespacial de cada uma destas três escalas está relacionamento diretamente com os períodos de tempo envolvidos.

### Micrometeorologia
A meteorologia de microescala, a micrometeorologia, é o estudo da atmosfera numa região com menos de 1 ou 2 km de extensão, em geral associada à Camada Limite Atmosférica (CLA), que é a camada inferior da troposfera junto a superfície, considerando uma escala temporal de centésimo de segundos a poucos minutos. A micrometeorologia enfoca seu estudo nos fenômenos na CLA, incluindo os fluxos de energia que se definem na interface superfície-atmosfera, sobre as campanhas experimentais intensivas de medição, estudos e investigações da turbulência atmosférica, nas inter-relações dos fenômenos da CLA com tempestades individuais, nuvens em geral, e na dinâmica de escoamentos complexos associados às heterogeneidades superficiais (rugosidade, fluxos de calor), à presença de construções, colinas e outros obstáculos.

### Meteorologia de mesoescala
A meteorologia de mesoescala é o estudo dos fenômenos atmosféricos que ocorrem dentro dos limites da escala sinóptica, mas que também ocorre verticalmente em toda a troposfera, podendo alcançar a tropopausa ou mesmo a camada mais inferior da estratosfera. O período de tempo de estudo de fenômenos meteorológicos de mesoescala pode abranger um dia ou várias semanas. Os eventos meteorológicos mais comuns estudados pela meteorologia de mesoescala são tempestades, linhas de instabilidade, frentes, e bandas de precipitação em ciclones tropicais e extratropicais. Além disso, a meteorologia de mesoescala estuda os fenômenos meteorológicos gerados pela orografia, como a brisa ou ondas estacionárias.

### Meteorologia sinótica
A meteorologia sinótica é o estudo da atmosfera terrestre em grande escala, sendo possível a observação de alterações sinóticas (de pressão atmosférica) horizontais e os eventos meteorológicos associados. Os fenômenos atmosféricos que são explicados pela meteorologia sinótica incluem ciclones tropicais e extratropicais, zonas frontais, correntes de jato, bloqueios atmosféricos e as ondas de Rossby. Todos estes fenômenos podem ser descritos em um mapa meteorológico dentro de um período de tempo específico. A extensão mínima de estudo da atmosfera feita pela meteorologia sinótica é a distancia entre estações meteorológicas.

### Meteorologia de escala global
A meteorologia de escala global é o estudo dos padrões atmosféricos relacionados ao transporte de calor dos trópicos aos polos. Oscilações periódicas da atmosfera em grande escala também é o alvo de estudo da meteorologia de escala global. Tais oscilações podem abranger um período de tempo maior do que um ano, como os efeitos do El Niño.
A meteorologia é uma ciência interdisciplinar, ou seja, pode-se aliar com outras ciências para que o processo da dinâmica da atmosfera possa ser mais entendida. Além disso, existem ainda outras subclassificações da meteorologia para aprofundamento do entendimento dos fenômenos meteorológicos.
- Meteorologia física, que estuda os processos físicos envolvidos na formação dos eventos meteorológicos. A meteorologia física pode ser divida em várias outras subclassificações, desde a termodinâmica atmosfera, que faz parte do estudo da atmosfera dentro do estudo da mecânica dos fluídos, até o comportamento caótico da atmosfera;
- Hidrometeorologia, que é o estudo da evolução da água existente na atmosfera em suas diversas formas: estado sólido (granizo, gelo e neve), líquido (chuva e orvalho) ou de vapor (ciclo de evaporação).[77]
- Agrometeorologia, que trata da interferência do clima e do tempo na agronomia.
- Biometeorologia, que estuda a interação entre os seres vivos e a atmosfera, tais como os efeitos da poluição do homem e efeitos do clima sobre a vegetação a e biodiversidade em espaços de tempo curtos. A sensação térmica é alvo de estudo da biometeorologia.
- Meteorologia aeronáutica e a meteorologia náutica ou marítima tratam de aplicações das pesquisas meteorológicas e climatológicas para melhorias no setor aéreo e náutico.
- Meteorologia de latitudes médias, que se dedica a estudar os processos e fenômenos atmosféricos que ocorrem entre 23° e 60° de latitude.
- Meteorologia tropical, que estuda os processos e os fenômenos atmosféricos típicos das regiões tropicais (entre 0° e 23°).
- Meteorologia urbana, que estuda a ilha de calor urbana, a camada limite urbana, o conforto ambiental dos cidadãos, entre outros.

### Meteorologia física
Meteorologia física é a área das ciências atmosféricas que investiga os fenômenos atmosféricos do ponto de vista físico, descrevendo-os a partir de evidências observacionais ou experimentais e explicando-os a partir das leis da física clássica, particularmente da cinemática e dinâmica de escoamentos, termodinâmica e eletromagnetismo.

## Aplicações

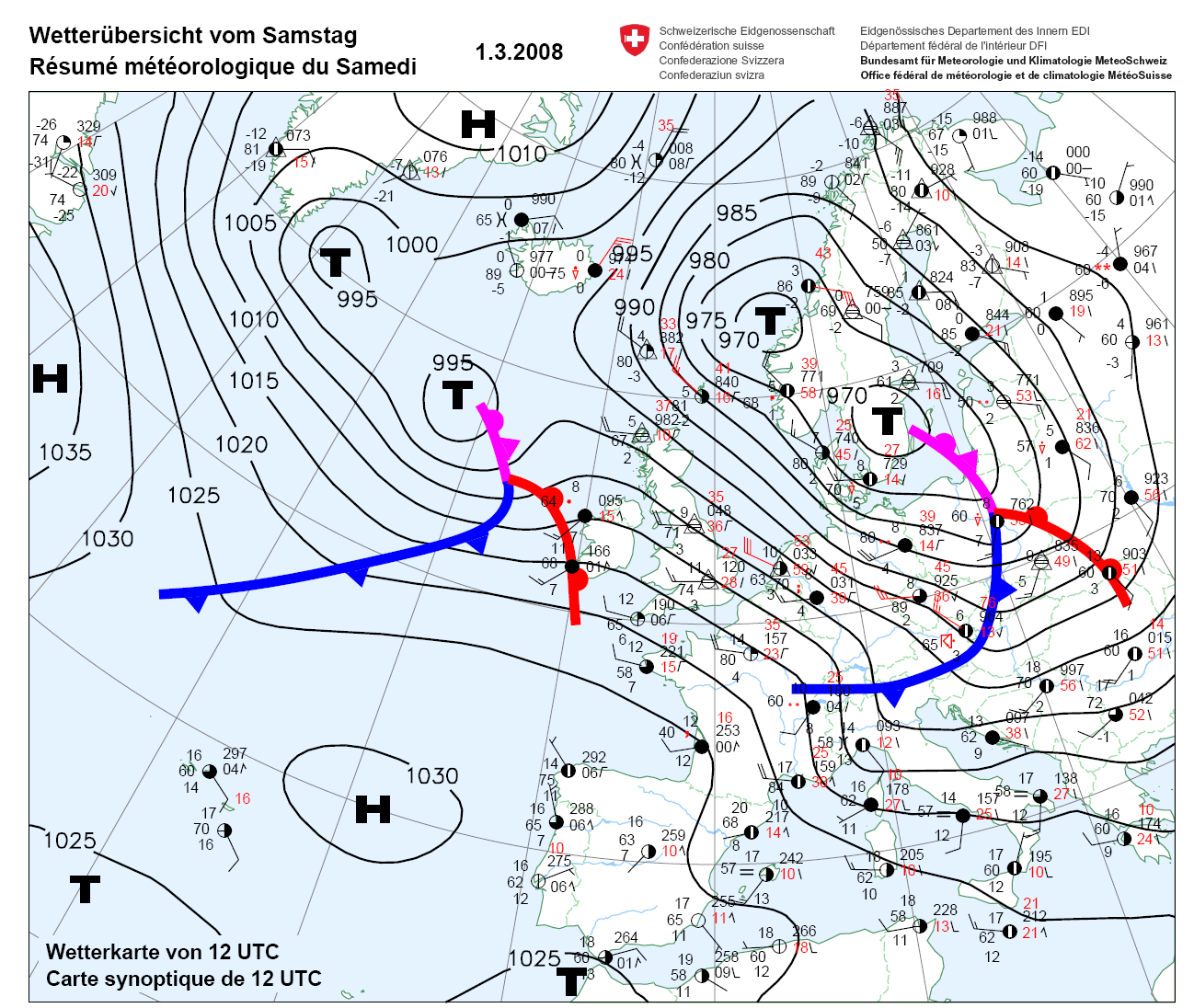
Mapa meteorológico da Europa, mostrando as variações da pressão atmosférica, de 3 de março de 2008

A previsão do tempo é uma das aplicações da meteorologia para prever o estado da atmosfera em um tempo futuro e em um determinado local. A humanidade tem tentado prever o tempo por milênios, mas a meteorologia começou a ser empregada para as previsões do tempo a partir do século XIX. As previsões meteorológicas são feitas através da coleta de dados sobre o estado atual da atmosfera terrestre, e com a compreensão científica dos processos atmosféricos para projetar como o tempo irá evoluir.
A plataforma principal para a previsão numérica do tempo é a análise da pressão atmosférica e as causas de sua mudança, além de seus desdobramentos. Para isso, foram criados modelos meteorológicos capazes de acompanhar o movimento das massas de ar com diferentes pressões atmosféricas, as suas relações (gradientes de pressão), além de associar a temperatura e a umidade do ar. Tais modelos meteorológicos são capazes de determinar o comportamento da atmosfera para um curto período de tempo no futuro. No entanto, não é possível, com a atual tecnologia, prever todos os desdobramentos da atmosfera; a atmosfera apresenta um comportamento caótico, isto é, um pequeno fator, que pode ser menor do que a margem de erro dos dados numéricos, pode desencadear eventos imprevisíveis. Para minimizar tais erros, é necessário uma massiva coleta de dados numéricos, e as suas interconexões são processadas por supercomputadores. Entretanto, a dinâmica da atmosfera ainda não é totalmente compreendida, e a previsão torna-se cada vez mais imprecisa conforme se aumenta o período de tempo no futuro; os modelos meteorológicos atuais são capazes de prever certos eventos apenas em um período de quinze dias no futuro, e os modelos climáticos não podem prever eventos que poderão vir a ocorrer a mais de oito meses no futuro. Para amenizar os erros, vários modelos meteorológicos são usados em conjunto, estabelecendo-se um consenso entre estes modelos.
Há uma grande variedade de finalidades para a previsão do tempo. Os avisos de tempo severo são importantes para preservar a vida humana e a economia. As previsões baseadas na temperatura e precipitação são importantes na agricultura. A previsão da temperatura também é importante na previsão, por exemplo, da demanda da energia elétrica ou de água para os dias vindouros. O cotidiano das pessoas pode ser alterado conforme a previsão do tempo. As atividades ao ar livre, como a construção civil, também são influenciadas pela previsão do tempo.

### Aviação
A meteorologia aeronáutica é de vital importância para o controle do tráfego aéreo. A presença de tempestades e de regiões de cisalhamento do vento pode desviar aeronaves de suas rotas originais.

### Agricultura

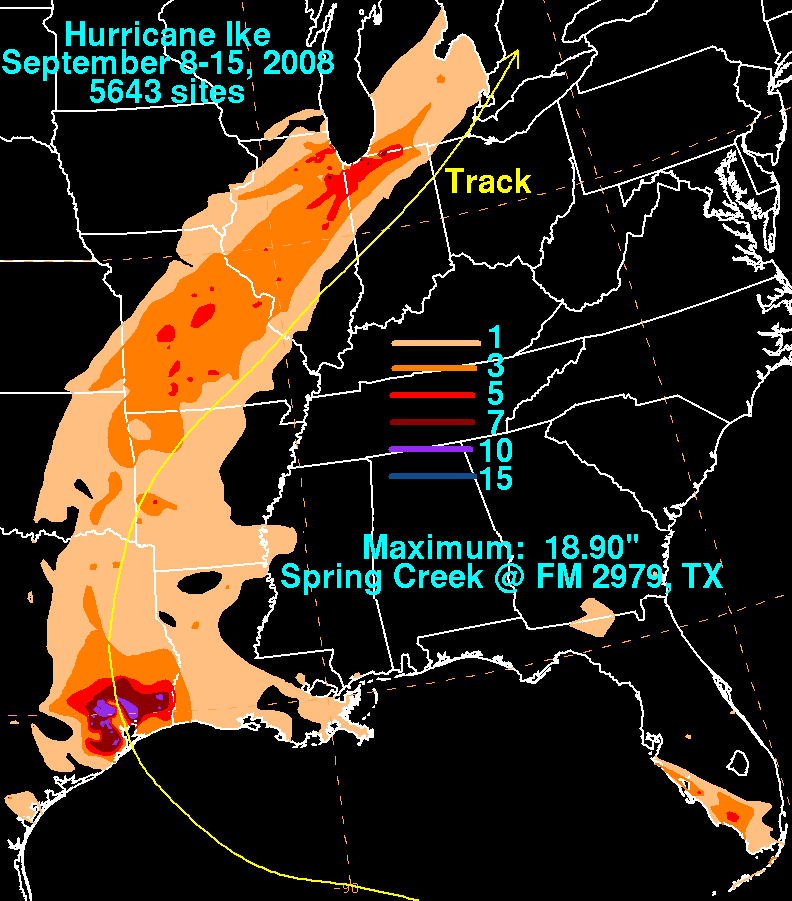
Análise hidrometeorológica (precipitação acumulada) após a passagem do furacão Ike pelos Estados Unidos em 2009

Meteorologistas, em conjunto com cientistas do solo, hidrologistas e agrônomos, tem como um dos campos de estudo os efeitos dos eventos meteorológicos na agricultura. Os eventos meteorológicos e climáticos podem determinar a localização das principais plantações de um determinado produto agrícola, o rendimento agrícola, a eficiência do uso da água, a fenologia e o balanço energético dos ecossistemas artificiais ou naturais. Além disso, também há o estudo do papel da vegetação, que pode incluir os efeitos da agricultura, para o clima local ou mesmo para a formação de eventos meteorológicos.

### Hidrometeorologia
A hidrometeorologia é o ramo da meteorologia que lida com o ciclo hidrológico, com o balanço hídrico e com os dados estatísticos de chuvas. Os hidrometeorologistas preparam e emitem previsões de acumulação (quantitativo) de precipitação (chuva e neve), e destacam as regiões que podem vir a sofrer com as enchentes.

### Meteorologia marítima
A meteorologia marítima tem como foco o acompanhamento de sistemas severos no oceano, além da altura das ondas, para a segurança de navios. Institutos como o Centro de Previsão Oceânica, dos Estados Unidos, o escritório do Serviço Nacional de Meteorologia dos Estados Unidos em Honolulu, Havaí, a Met Office (Agência Meteorológica do Reino Unido) e a Agência Meteorológica do Japão, entre outros, prepararam boletins regulares do tempo em alto mar.